# Hexoplon cearense
Hexoplon cearense là một loài bọ cánh cứng trong họ Cerambycidae.